# Ђоко Остојић
Ђоко Остојић (Пушањски До, 1931) српски је књижевник.

## Биографија
Прву приповетку написао је у четрдесетосмој години живота. До данас је објавио романе „Одборник Неле“ (1984), „Кад се небо љуља“ (1995), „Недрузи“ (1997), „Убити Маринка“ (1998) и „Херцег Херцеговине“ (1999), као и збирке приповедака „Сучелице на Тари“ (1984), „Зловатре“ (1986) и „Под оком богова“. Аутор је и збирке путописа „Трагом трагова“. Добитник је књижевних награда „Исак Самоковлија“ и „Драгојло Дудић“.